# Ingrid Nümann-Seidewinkel
Ingrid Nümann-Seidewinkel, geborene Ingrid Seidewinkel (* 18. Juni 1943 in Hamburg), ist eine deutsche Juristin. Von 1997 bis 2001 war sie Finanzsenatorin der Freien und Hansestadt Hamburg.

## Leben und Wirken
Ingrid Seidewinkel wurde am 18. Juni 1943 in Hamburg geboren. Nach dem Abitur absolvierte sie ein Studium der Rechtswissenschaften in Hamburg und Genf, wobei sie die Staatsexamen 1969 und 1973 in ihrer Heimatstadt ablegte. Von 1969 bis 1970 studierte sie an der New York University und schloss dort mit dem Master of Comparative Jurisprudence (MCJ) ab. Nach dem Referendariat in Hamburg promovierte sie 1972 mit einer Dissertation über die Rechtsstellung des nichtehelichen Kindes in den Vereinigten Staaten von Amerika.
1971 trat Seidewinkel in die SPD ein. Ab 1973 war sie in verschiedenen Behörden der Freien und Hansestadt Hamburg tätig. Dazu gehörten die Behörden Schule, Jugend und Berufsbildung, das Bezirksamt Altona und die Senatskanzlei. Von 1974 bis 1980 war sie Abgeordnete der Bezirksversammlung Eimsbüttel und von 1980 bis 1995 Bezirksamtsleiterin des Bezirksamts Eimsbüttel. Anschließend berief Bürgermeister Henning Voscherau Seidewinkel als erste weibliche Staatsrätin Hamburgs in die Finanzbehörde. 1997 holte sein Nachfolger Ortwin Runde sie in seine rot-grüne Regierung, wo sie die Position der Senatorin und Präses der Finanzbehörde einnahm. Seidewinkel verfolgte einen strengen Sparkurs und erreichte, dass 2000 erstmals eine negative Zuwachsrate im Hamburger Haushalt ausgewiesen werden konnte. Nach der Bürgerschaftswahl 2001 schied sie aus der Regierung aus. Ihr Nachfolger im Finanzressort wurde Christdemokrat Wolfgang Peiner.
Neben ihrer politischen Tätigkeit nahm Seidewinkel weitere Aufgaben wahr. So war sie von 1995 bis 2001 Mitglied im Wissenschaftsrat. Sie war Aufsichtsratsvorsitzende der Hamburgischen Landesbank und Mitglied im Verwaltungsrat der Schleswig-Holsteinische Landesbank und der Hamburgischen Wohnungsbaukreditanstalt.
Ab März 2002 war Seidewinkel als Rechtsanwältin mit den Themenschwerpunkten Wirtschaftsrecht, Verwaltungsrecht, Vergaberecht, Privatisierung öffentlicher Aufgaben sowie Mediation im Bereich Wirtschaft und Finanzen tätig.
Im Juni 2003 wurde Seidewinkel vom Berliner Senat zur Übergangsvorsitzenden des gemeinsamen Vorstandes des Universitätsklinikums Benjamin Franklin und der Charité bestellt, um bis zur endgültigen Bestimmung eines Vorstands die Fusion der beiden Einrichtungen zu steuern. Im Februar 2004 löste Detlev Ganten sie ab. Seidewinkel übernahm einen Platz im Aufsichtsrat der Charité. 2011 wurde sie von Klaus Wowereit in den Stiftungsrat der Einstein-Stiftung Berlin berufen. Sie sitzt außerdem als Aufsichtsrätin im Kuratorium des Universitätsklinikums Hamburg-Eppendorf.
Im Juli 2017 wurde Seidewinkel zur 1. Vorsitzenden des Hochschulrats der HafenCity Universität Hamburg gewählt. Außerdem war sie bis November 2018 acht Jahre Vorsitzende der Patriotischen Gesellschaft in Hamburg.
Ingrid Nümann-Seidewinkel ist verheiratet mit dem Juristen Ekkehard Nümann und hat zwei Töchter.